# 1234
| [ Edytuj tabelę ]                          |                                                               |
| Książę Małopolski                          | - 1232 Henryk I Brodaty 1238                                  |
| Książę Wielkopolski                        | - 1229 Władysław Odonic 1239                                  |
| Król Angkoru                               | - 1218 Indrawarman II 1244                                    |
| Król Anglii                                | - 1216 Henryk III 1272                                        |
| Król Aragonii i Walencji, hrabia Barcelony | - 1213 Jakub I Zdobywca 1276                                  |
| Książę Bawarii                             | - 1231 Otto II 1253                                           |
| Margrabia Brandenburgii                    | - 1220 Otto III 1267                                          |
| Książę Burgundii                           | - 1218 Hugo IV 1272                                           |
| Cesarz Bizancjum                           | - 1222 Jan III Dukas Watatzes 1254                            |
| Car Bułgarii                               | - 1218 Iwan Asen II 1241                                      |
| Cesarz Chin                                | - 1224 Song Lizong 1264                                       |
| Król Cypru                                 | - 1218 Henryk I 1253                                          |
| Król Czech                                 | - 1230 Wacław I 1253                                          |
| Król Danii                                 | - 1202 Waldemar II Zwycięski 1241                             |
| Władca Egiptu                              | - 1218 Al-Kamil 1238                                          |
| Król Francji                               | - 1226 Ludwik IX Święty 1270                                  |
| Król Gruzji                                | - 1223 Rusudan 1245                                           |
| Hrabia Holandii                            | - 1222 Floris IV Holenderski 1234 - 1234 Wilhelm II 1256      |
| Cesarz Japonii                             | - 1232 Shijō 1242                                             |
| Kalif                                      | - 1226 Al-Mustansir 1242                                      |
| Król Kastylii                              | - 1217 Ferdynand III Święty 1252                              |
| Król Kastylii i Leónu                      | - 1230 Ferdynand III Święty 1252                              |
| Patriarcha Konstantynopola                 | - 1222 German II 1240                                         |
| Władca Korei                               | - 1213 Kojong 1259                                            |
| Książę Litwy                               | - 1219 Dowsprunk 1238                                         |
| Cesarz Łaciński                            | - 1228 Baldwin II de Courtenay 1261 - 1231 Jan z Brienne 1237 |
| Kalif Maroka                               | - 1232 Abd al-Wahid II 1242                                   |
| Król Nawarry                               | - 1194 Sanczo VII 1234 - 1234 Tybald I 1253                   |
| Król Norwegii                              | - 1217 Haakon IV Stary 1263                                   |
| Hrabia Palatynatu                          | - 1227 Otton I Bawarski 1253                                  |
| Papież                                     | - 1227 Grzegorz IX 1241                                       |
| Król Portugalii                            | - 1223 Sancho II 1248                                         |
| Sułtan Rumu                                | - 1220 Kajkubad I 1237                                        |
| Książę Rusi halickiej                      | - 1229 Daniel II 1235                                         |
| Cesarz Rzymski (niemiecki)                 | - 1220 Fryderyk II 1250 - 1232 Henryk VII 1235                |
| Książę Saksonii                            | - 1212 Albrecht I 1260                                        |
| Król Serbii                                | - 1228 Stefan Radosław 1234 - 1234 Stefan Władysław 1243      |
| Król Singasari                             | - 1227 Anuśpati 1248                                          |
| Król Szkocji                               | - 1214 Aleksander II 1249                                     |
| Król Szwecji                               | - 1229 Knut Długi 1234 - 1234 Eryk XI Eriksson 1250           |
| Doża Wenecji                               | - 1229 Jacopo Tiepolo 1249                                    |
| Król Węgier                                | - 1205 Andrzej II 1235                                        |
| Wielki mistrz zakonu krzyżackiego          | - 1209 Hermann von Salza 1239                                 |

Rok 1234 / MCCXXXIV
stulecia: XII wiek ~
XIII wiek ~
XIV wiek

lata: 1224 «
1229 «
1230 «
1231 «
1232 «
1233 «
1234
» 1235
» 1236
» 1237
» 1238
» 1239
» 1244

## Wydarzenia w Polsce
- Jesienią – z Kwidzyna wyruszyła rejza przeciwko plemionom pruskim. Krzyżacy otrzymali znaczną pomoc, którą przyprowadził margrabia brandenburski Burhard. Zjawiły się także inne posiłki, którymi dowodził Konrad mazowiecki wraz z synem Kazimierzem, Henryk Brodaty, Władysław Odonic i Świętopełk II gdański wraz z bratem Samborem II Tczewskim. Takiej zjednoczonej sile Prusowie nie mogli się oprzeć i ponieśli klęskę nad rzeką Dzierzgoń. Zdobyto pruskie grody w Starym Mieście i Starym Dzierzgoniu.
- Zawarty pokój z Władysławem Odonicem przyniósł księciu wrocławskiemu Henrykowi Brodatemu bardzo znaczne korzyści: wszystkie ziemie na lewym brzegu Warty uznały go swym panem. Tak więc stał się on zwierzchnikiem połowy ziem polskich: Śląska, Małopolski i południowo-zachodniej Wielkopolski. Dzierżył sam Kraków, ośrodek i symbol jedności państwa.
- Do niewoli pruskiej dostał się biskup Chrystian. Krzyżacy nie tylko nie spieszyli się z uwalnianiem go, lecz wyzyskali okazję, by przedstawić papieżowi sfałszowany dokument, zwany kruszwickim, na mocy którego Konrad mazowiecki rzekomo darował im na własność ziemię chełmińską i całe Prusy. Papież ogłosił ten kraj własnością św. Piotra i od siebie nadał go Zakonowi krzyżackiemu.
- Pierwsza wzmianka pisemna związana ze Sztumem "Stumo circa Postolin" co oznacza Sztum koło Postolina.
- Radzyń Chełmiński i Oława otrzymały prawa miejskie.
- Krzyżacy założyli miasto Kwidzyn.
- Henryk Brodaty powierza wojewodzie krakowskiemu Teodorowi Gryficie kolonizację Podhala.

## Wydarzenia na świecie
- 11 lutego – utworzono biskupstwo kurlandzkie.

- 27 maja
  - – Bitwa pod Altenesch, stoczona w czasie powstania chłopskiego.
  - – król Francji Ludwik IX poślubił Małgorzatę Prowansalską.
- 13 lipca – papież Grzegorz IX kanonizował  Dominika Guzmána (św. Dominik) założyciela Zakonu Kaznodziejów (dominikanów).
- 5 sierpnia – Dekretały Grzegorza IX zbiór prawa kanonicznego został promulgowany przez Grzegorza IX bullą Rex pacificus.

- Jakub I Zdobywca (1208-1276), podbił  Minorkę.
- Papież Grzegorz IX wezwał do krucjaty przeciwko Bośni.
- Pedro Yáñez wielki mistrz zakonu Alcantara, po zaciętych walkach z Maurami, zdobył miasto i zamek Medellin (dzisiaj miejscowość Medellín w prowincji Badajoz  w Hiszpanii).
- Karakorum stało się stolicą imperium mongolskiego.
- Pierwszy raz powstała książka wydrukowana ruchomą czcionką (Kompendium rytów i obrządków, Korea).

## Urodzili się
- 5 marca – Święta Kinga (Kunegunda), córka króla Węgier Beli IV (zm. 1292)

- Data dzienna nieznana: 
  - Abaka-chan – władca z dynastii Ilchanidów (zm. 1282)

## Zmarli
- 7 kwietnia – Sancho VII Mocny, król Nawarry (ur. ?)
- 18 czerwca – Chūkyō, cesarz Japonii (ur. 1218)
- 19 lipca – Floris IV Holenderski, hrabia Holandii z dynastii Gerolfingów (ur. 1210)
- 31 sierpnia – Go-Horikawa, cesarz Japonii (ur. 1212)

- Data dzienna nieznana: 
  - Hyesim Chingak – koreański mistrz sŏn (ur. 1178)
  - Knut Długi – król Szwecji (ur. ?)
  - Filip Hurepel –  hrabia Boulogne, Dammartin, Mortain, Aumale i Clermont-en-Beauvaisis (ur. 1200)